# Nicolas Lefèvre de Lézeau
Pour les articles homonymes, voir Lefèvre.
Cet article possède un paronyme, voir Nicolas Lefèvre.
Nicolas Lefèvre, conseiller d'État, né en 1581 et mort en 1680 (âgé de près de 100 ans), a laissé quelques ouvrages manuscrits relatifs à l'histoire de France, et dont plusieurs se trouvent soit à la bibliothèque de Paris, soit à celle de Sainte-Geneviève :
1. Histoire de la naissance et du progrès de l'hérésie en France ;
2. De la religion catholique en France. Il y parle de la faction des Seize pendant la ligue ;
3. Vie de Jean de Morvilliers et La Vie de Michel de Marillac (1560-1632), tous deux gardes des sceaux ;
4. Recueil de diverses pièces concernant les conseils du roi.

Il fut seigneur de Lezeau (Orléanais) au chef de sa femme, Marie d'Alesso, avec qui, il eut une fille unique : Marie, mariée en 1650 ou 1655 à Jean-Baptiste Ango, marquis de Lézeau, conseiller au parlement de Rouen.
Il fut marguillier de l'église Saint-Nicolas-des-Champs de Paris en 1628-1630.

## Source
« Nicolas Lefèvre de Lézeau », dans Louis-Gabriel Michaud, Biographie universelle ancienne et moderne : histoire par ordre alphabétique de la vie publique et privée de tous les hommes avec la collaboration de plus de 300 savants et littérateurs français ou étrangers, 2e édition, 1843-1865 [détail de l’édition]